# Osmia steinmanni
Osmia steinmanni är en biart som beskrevs av Müller 2002. Osmia steinmanni ingår i släktet murarbin, och familjen buksamlarbin. Inga underarter finns listade i Catalogue of Life.
Biet är känt från bergstrakter i Italien och Schweiz. Kanske når den angränsande delar av Alperna i Frankrike, Slovenien och Österrike. Denna insekt lever mellan 1500 och 2300 meter över havet. Arten hittas ofta på klippiga gräsmarker. Pollen och nektar samlas antagligen från ärtväxter och av andra blommor.
Det är inget känt om populationens storlek och möjliga hot. IUCN listar arten med kunskapsbrist (DD).